# Thomas Graham, 1.º Barão de Lynedoch
Thomas Graham, 1.º Barão de Lynedoch, GCB, GCMG, GCTE (19 de Outubro de 1748 – 18 de Dezembro de 1843) foi um aristocrata escocês, político e general do exército britânico. Depois de concluir os seus estudos na Universidade de Oxford, herdou uma grande propriedade na Escócia, casou-se e dedicou-se a uma vida calma como proprietário. Contudo, com a morte da sua esposa, quando ele tinha 42 anos, decidiu dedicar-se à vida militar e, mais tarde, política, durante as Guerras Revolucionárias Francesas e as Napoleónicas.